# Danilo Cirino de Oliveira
Danilo Cirino de Oliveira (Sorocaba, 11 novembre 1986) è un ex calciatore brasiliano, di ruolo attaccante.

## Carriera

### Club
Cresce calcisticamente in patria al Guaçuano, Dopo aver militato per due stagioni nel Pogoń Szczecin in Polonia, si trasferisce nel 2008 al Příbram club della massima serie ceca e dopo aver giocato una sola stagione nei Marila, viene acquistato dallo Spartak Trnava, squadra con sede a Trnava, in Slovacchia. In quella stagione gioca solo tre partite per poi essere acquistato a titolo definitivo nel 2010 dalla Honvéd di Budapest.
Con il club di Kispest esordisce alla seconda giornata di campionato nella sconfitta nel derby cittadino contro l'MTK, segna i suoi primi gol il 29 ottobre alla dodicesima giornata mettendo a segno una doppietta che regala alla sua squadra la vittoria contro il Videoton proprio per 2-0. Nel corso della stagione diventerà titolare dell'attacco rossonero chiudendo il campionato al decimo posto con 5 reti in 24 presenze, La stagione successiva con una squadra rivoluzionata in cerca di riscatto per la passata annata deludente inizia subito bene segnando 4 reti nelle prime quattro partite divenendo beniamino della tifoseria, a dicembre 2011 le buone prestazioni gli valgono la chiamata per un periodo di prova dallo Stoccarda che lo porta con sé in ritiro invernale, ma a gennaio 2012 dopo 14 reti segnate in 16 presenze e con la squadra nelle prime posizioni in classifica viene venduto per fare cassa agli svizzeri del Sion lasciando la squadra di Kispest 40 presenze con 19 gol messi a segno.
L'esordio con il Sion avviene il 5 febbraio nello 0-0 esterno contro il Basilea, il 10 marzo segna il suo primo gol consegnando la vittoria ai danni del Thun, conclude la stagione con una rete in 13 presenze. Successivamente seguono due stagioni in prestito prima agli ucraini dello Zorja con 14 reti in 48 presenze, e poi in Russia al Kuban' Krasnodar dove segna 2 reti in 14 apparizioni prima di rientrare a dicembre 2014 allo Zorja dove rimane fermo per un infortunio.
Il 31 marzo 2015 si accasa agli azeri dell'Aqtöbe dove in una stagione segna 6 reti in 23 match disputati, mentre per la stagione 2016 firma un contratto annuale con i thailandesi del Chiangrai United militanti nella massima serie locale, mettendo a segno 4 reti in 12 partite disputate. Per la stagione successiva cambia ancora casacca spostandosi negli Emirati Arabi suo decimo paese in cui ha giocato confermandosi un vero e proprio giramondo, venendo ingaggiato dal Dibba Al-Fujairah. La stagione lo vede titolare in tutte le partite giocate, ma a gennaio 2017 dopo appena 10 presenze e 0 gol rescinde il contratto con la squadra dell'omonima cittadina emiratina, rimanendo svincolato.
Dopo un periodo di prova il 1º luglio 2017 ritorna a distanza di cinque anni dall'ultima volta all'Honvéd firmando un contratto biennale con i campioni d'Ungheria in carica. Nelle due stagioni, soprattutto nella seconda dove riesce ad avere più spazio dopo la partenza di Davide Lanzafame, gioca su buoni livelli, portando la squadra a due quarti posti in campionato e a una finale di Coppa d'Ungheria poi persa contro il Videoton mettendo in totale 69 presenze e 20 reti. Alla naturale scadenza del contratto, lascia la squadra di Kispest per firmare con i qatarioti del Muaither SC militanti nella seconda serie nazionale. Dopo una sola stagione segnata da problemi fisici, si trasferisce nella massima serie cipriota con il Nea Salamis firmando un contratto biennale, dopo aver perso ai play-out retrocedendo in B' Katīgoria nonostante le sue 16 marcature, aiuta alla fine della seconda stagione a ritornare prontamente nella massima serie arrivando secondo in campionato. Il 1º luglio 2022 rimane svincolato.

## Statistiche

### Presenze e reti nei club
Statistiche aggiornate al 27 giugno 2019.
| Stagione            | Squadra            | Campionato         | Campionato | Campionato | Coppe nazionali | Coppe nazionali | Coppe nazionali | Coppe continentali | Coppe continentali | Coppe continentali | Altre coppe | Altre coppe | Altre coppe | Totale | Totale |
| Stagione            | Squadra            | Comp               | Pres       | Reti       | Comp            | Pres            | Reti            | Comp               | Pres               | Reti               | Comp        | Pres        | Reti        | Pres   | Reti   |
| ------------------- | ------------------ | ------------------ | ---------- | ---------- | --------------- | --------------- | --------------- | ------------------ | ------------------ | ------------------ | ----------- | ----------- | ----------- | ------ | ------ |
| 2006-2007           | Pogoń Stettino     | EK                 | 3          | 1          | CP+CE           | -               | -               | -                  | -                  | -                  | -           | -           | -           | 3      | 1      |
| 2007-2008           | Příbram            | 1L                 | 11         | 3          | CR              | 3               | 2               | -                  | -                  | -                  | -           | -           | -           | 14     | 5      |
| 2008-2009           | Příbram            | 1L                 | 20         | 0          | CR              | 0               | 0               | -                  | -                  | -                  | -           | -           | -           | 20     | 0      |
| Totale Příbram      | Totale Příbram     | Totale Příbram     | 31         | 3          | -               | 3               | 2               | -                  | -                  | -                  | -           | -           | -           | 34     | 5      |
| 2009-2010           | Spartak Trnava     | SL                 | 3          | 0          | SP              | 2               | 2               | UEL                | 1                  | 0                  | -           | -           | -           | 6      | 2      |
| 2010-2011           | Honvéd             | NBI                | 24         | 5          | MK+MLK          | 4+0             | 3+0             | -                  | -                  | -                  | -           | -           | -           | 28     | 8      |
| 2011-gen. 2012      | Honvéd             | NBI                | 16         | 14         | MK+MLK          | 1+2             | 0+1             | -                  | -                  | -                  | -           | -           | -           | 19     | 15     |
| gen.-giu. 2012      | Sion               | SL                 | 13         | 1          | CS              | 2               | 1               | -                  | -                  | -                  | -           | -           | -           | 15     | 2      |
| 2012-2013           | Zorja              | PL                 | 20         | 6          | CU              | 1               | 0               | -                  | -                  | -                  | -           | -           | -           | 21     | 6      |
| 2013-2014           | Zorja              | PL                 | 28         | 8          | CU              | 1               | 0               | -                  | -                  | -                  | -           | -           | -           | 29     | 8      |
| ago.-dic. 2014      | Kuban'             | PL                 | 14         | 2          | KR              | 2               | 0               | -                  | -                  | -                  | -           | -           | -           | 16     | 2      |
| dic. 2014-mar. 2015 | Zorja              | PL                 | 0          | 0          | CU              | -               | -               | UEL                | -                  | -                  | -           | -           | -           | 0      | 0      |
| Totale Zorja        | Totale Zorja       | Totale Zorja       | 48         | 14         | -               | 2               | 0               | -                  | -                  | -                  | -           | -           | -           | 50     | 14     |
| 2015                | Aqtöbe             | QPL                | 23         | 6          | QK              | 3               | 0               | UEL                | -                  | -                  | -           | -           | -           | 26     | 6      |
| 2016                | Aqtöbe             | QPL                | -          | -          | QK              | -               | -               | UEL                | 2                  | 0                  | -           | -           | -           | 2      | 0      |
| Totale Aqtöbe       | Totale Aqtöbe      | Totale Aqtöbe      | 23         | 6          | -               | 3               | 0               | -                  | 2                  | 0                  | -           | -           | -           | 28     | 6      |
| 2016                | Chiangrai United   | TPL                | 12         | 4          | TFACup+TLC      | 1+0             | 0+0             | -                  | -                  | -                  | -           | -           | -           | 13     | 4      |
| 2016-gen. 2017      | Dibba Al-Fujairah  | FL                 | 10         | 0          | CdP             | 1               | 1               | -                  | -                  | -                  | -           | -           | -           | 11     | 1      |
| 2017-2018           | Honvéd             | NBI                | 25         | 6          | MK              | 6               | 1               | UCL                | 1                  | 0                  | -           | -           | -           | 32     | 7      |
| 2018-2019           | Honvéd             | NBI                | 28         | 9          | MK              | 6               | 2               | UEL                | 3                  | 2                  | -           | -           | -           | 37     | 13     |
| Totale Honvéd       | Totale Honvéd      | Totale Honvéd      | 93         | 34         | -               | 19              | 7               | -                  | 3                  | 2                  | -           | -           | -           | 116    | 43     |
| 2019-2020           | Muaither SC        | QSD                | 0          | 0          | EQC             | 1               | 0               | -                  | -                  | -                  | -           | -           | -           | 1      | 0      |
| 2020-2021           | Nea Salamis        | A                  | 23+10      | 10+3       | CC              | 4               | 3               |                    | -                  | -                  |             | -           | -           | 37     | 16     |
| 2021-2022           | Nea Salamis        | B                  | 28         | 11         | CC              | 1               | 0               | -                  | -                  | -                  | -           | -           | -           | 25     | 9      |
| Totale Nea Salamis  | Totale Nea Salamis | Totale Nea Salamis | 61         | 24         |                 | 5               | 3               |                    | -                  | -                  |             | -           | -           | 66     | 27     |
| Totale carriera     | Totale carriera    | Totale carriera    | 311        | 89         |                 | 41              | 16              |                    | 7                  | 2                  |             | -           | -           | 359    | 107    |